# Respuesta a Sor Filotea de la Cruz
Die Respuesta a Sor Filotea de la Cruz (Antwort an Sor Filotea de la Cruz) ist ein Brief der mexikanischen Nonne („Sor“) Juana Inés de la Cruz, der sich theologisch der Frauenbildung widmet. Der Text argumentiert, dass natur- und geisteswissenschaftliche Studien und Veröffentlichungen durch Frauen zulässig seien.

## Geschichte
Der Brief wurde von der mexikanischen Nonne („Sor“, deutsch „Schwester“) Juana Inés de la Cruz geschrieben und bildet den Abschluss einer theologischen Kontroverse, die schließlich zu ihrem Verstummen und Rückzug aus dem öffentlichen Leben führte. Ihre zwischen 1687 und 1690 entstandene Schrift Crisis sobre un sermón, die eine Kritik an einer Predigt des populären Jesuitenpaters António Vieira enthielt, wurde 1690 von dem Bischof von Puebla, Manuel Fernández de Santa Cruz unter dem Titel Carta Atenagórica veröffentlicht und mit einem unter dem Pseudonym Sor Filotea verfassten Vorwort versehen: Auf dieses in Briefform gehaltene Traktat, das sich kritisch mit der Frauenbildung auseinandersetzt, antwortete Sor Juana Inés am 1. März 1691; der Text wurde allerdings erst im Jahr 1700 postum in ihren Fama y obras póstumas del Fénix de México (Madrid: Manuel Ruiz de Murga) veröffentlicht.

## DieCarta de Sor Filotea de la Cruz
Formal sticht der Brief vor allem aufgrund der Wahl des weiblichen Sprecher-Ichs hervor: Die Kritik wird hier als eine unter Gleichen inszeniert, so dass die Einflussnahme von den Oberen verschleiert wird. Sor Juanas Ausnahmestellung wird vor allem an ihrem Streben nach weltlicher Bildung festgemacht, während die fiktive Briefschreiberin sie auf erbauliche und geistliche Fragestellungen beschränkt sehen will. Diese Idee vom Austausch unter Frauen begleitet den Rezipienten während der ganzen Lektüre, da das weibliche Sprecher-Ich nicht nur über das Pseudonym, sondern auch über die genusabhängigen Endungen des Spanischen präsent bleibt.
Der Brief Sor Filoteas kreist um zwei Kritikpunkte: Zunächst stellt die Sprecherin die Frage, inwieweit Frauenbildung überhaupt wünschenswert sei und dann, welche Art von Texten geschrieben werden solle. In der Frage der Frauenbildung ruft sie zwei kirchliche Autoritäten an, die scheinbar widersprüchliche Positionen vertreten: den Kirchenvater Hieronymus, dem auch das Kloster Sor Juanas geweiht war, und der weibliche Studien förderte, und Paulus, der verlangte, dass die Frau in der Gemeinde schweige. Die Briefschreiberin folgt schließlich Letzterem und spricht sich gegen eine bessere Ausbildung von Frauen aus, da diese, zeitgenössischen misogynen Diskursen gemäß, zu Eitelkeit, Hochmut und Neugier neigen und dieses Problem durch Bildung nur verstärkt werden würde. Stattdessen sollten sie sich als Dienerin des Mannes in Gehorsam üben, denn Wissen helfe nicht, ein gottgefälliges Leben zu führen, Demut schon. Damit unterscheidet die Sprecherin zwei Arten des Wissens: solches, das zu Hochmut und solches, das zu Gehorsam führe, wobei Letzteres dazu diene den Verstand zu fesseln. Letztlich wird jedoch generell das Streben nach weltlicher Bildung in Frage gestellt, da alles Wissenswerte in der Bibel stehe und somit durch Gott, das heißt durch die Theologie vermittelt werde.
Auch in der Frage nach der zu schreibenden Literatur spricht die Sprecherin sich gegen weltliche Dichtung aus, was an sich schon interessant ist, da sich die Auseinandersetzung an einem theologischen Text entzündet hat. Auf formaler Ebene solle sich in der Literatur die Weisheit des Inhalts mit der Klarheit der Worte verbinden; auf inhaltlicher Ebene spricht sie sich gegen weltliche Verse aus, da diese sündhaft seien. Themen der Literatur seien die Hagiographie der Heiligen und das Reich Gottes; in diesem Zusammenhang sei auch die Versform zulässig. Dem Wissen solle deshalb zugunsten der Verherrlichung und der Kunst zugunsten Gottes entsagt werden.

## DieRespuesta a Sor Filotea de la Cruz

### Stil
Ebenso wie die Carta de Sor Filotea de la Cruz ist die Respuesta de la poetisa a la muy ilustre Sor Filotea de la Cruz in einem sehr persönlichen Briefstil gehalten, der die Rezipienten der Traktate in der Rolle des Zuschauers belässt. Auf rhetorischer Ebene wird diese Sprechhaltung durch die wiederholte Anrede als Señora mía und das immer wieder auftauchende betonte Personalpronomen yo unterstrichen, wobei im Rahmen der Bescheidenheitstopik auch ein hierarchisches Gefälle angedeutet wird, beispielsweise durch Anreden wie venerable Señora. Ebenso wie in der Carta ist dadurch zum einen das Genus der Beteiligten immer wieder offensichtlich, zum anderen unterstreicht das yo aber auch den individuellen Ansatz der Argumentation.

### Inhalt und Interpretation
Insgesamt handelt es sich bei dem Brief um ein streng durchkomponiertes, theologischen Diskursen verpflichtetes Werk, in dem weniger die Literatur als solche im Mittelpunkt steht, als die Frage nach der Legitimität weltlicher Bildung und weiblicher Stimmen und das vornehmlich dazu dient, die in dem Brief der Sor Filotea erhobenen Vorwürfe in jedem einzelnen Punkt zu widerlegen. Auch die biographischen Ausführungen sind diesem Zweck untergeordnet, so dass es fraglich scheint, ob diese Informationen wirklich als historische oder nicht doch eher als metaphorische verstanden werden müssen.
Der Antwortbrief behandelt das Thema der Frauenbildung somit aus einer scheinbar persönlichen Perspektive. Sie bezieht sich dabei auf mehrere Todsünden. Die Sprecherin rekurriert vor allem auf eigene Erfahrungen, und ihre Lebensgeschichte als beispielhaft für Gottes Wirken auf den Geist des Menschen darstellt. Sie belässt es aber nicht dabei, ihren Wissensdurst lediglich auf göttliche Intervention zurückzuführen, sondern merkt auch dessen positive Auswirkungen an: Schon als Kind half dieser ihr die Naschsucht (queso / Käse) und Eitelkeit (pelo / Haar) zu besiegen, zudem wäre sie aus Abneigung gegen die Ehe ins Kloster gegangen und hätte für ihre Bildung sehr viele Mühen und Entbehrungen auf sich genommen. Theologisch gesprochen hat sie damit schon als Kind die Gula (Völlerei), Superbia (Hochmut) und Acedia (Faulheit) hinter sich gelassen und war als Heranwachsende gegen die Luxuria (Wollust) gefreit. Auch im Kloster setzt sich der positive Einfluss ihrer Lektüre fort: Sie ist ihren Mitschwestern gegenüber großzügig, arbeitet weder für Ruhm noch Anerkennung (Avaritia: Habgier) und begegnet ihren Neidern demütig (ira: Zorn). In diesem Zusammenhang scheint vor allem die recht ausführliche Darstellung des Neides interessant, der als zentrales Motiv für die Ermordung Christi gewertet wird, der als Prototyp des nach Höherem Strebenden dargestellt wird. Nicht nur, dass die invidia (Neid) die einzige Todsünde ist, die der Sprecherin völlig fremd ist und somit nicht überwunden werden muss, zusätzlich wird hier eine Parallele zwischen ihr und dem Sohn Gottes hergestellt, die zumindest gewagt wirkt. Insgesamt muss diese Passage als Widerlegung des Vorwurfs Sor Filoteas verstanden werden, dass Bildung negative weibliche Eigenschaften verstärken würde.
Die Frage nach dem Nutzen und Ursprung der nicht theologischen Lehre wird unabhängig vom Geschlecht des Forschers diskutiert. Die Sprecherin verweist auf die Natur als Gottes Schöpfung, die es ebenso zu entschlüsseln gilt wie die Bibel. Hierfür wird auf das ganze Spektrum der frühneuzeitlichen Wissenschaften verwiesen, angefangen bei der Rhetorik, der Grammatik und Kenntnis alter Sprachen, über die Arithmetik und Geometrie, Physik, Astrologie und Musik, die Architektur, Geschichte, das Recht bis hin zum Handwerk und dem Kochen. Das Verständnis der Welt und Gottes werden auf diese Weise parallelisiert.
Aus diesem Grund müssen der Wissensdurst und der Verstand ebenso von Gott kommen wie die physikalische Welt, und diese sind der Schlüssel zum Verständnis der göttlichen Schöpfung. Das Streben der Briefschreiberin nach Erkenntnis sei deshalb Ausdruck ihrer Liebe zu Gott, der nicht will, dass der Mensch unwissend durch die Welt zieht, wie am Beispiel der dreifachen Verleugnung Christi durch Petrus belegt wird. Das Denken lasse sich zudem weder bei den Männern noch bei den Frauen abstellen. An dieser Stelle verweist die Sprecherin zudem auf vorbildlich weise Frauen der Geschichte, angefangen bei den antiken und biblischen Charakteren wie den Sibyllen und der Königin von Saba bis hin zu den christlichen Heiligen wie Santa Teresa und Gertrudis.
Die Sprecherin betont zudem die Vorteile, die gebildete ältere Frauen für die Gesellschaft hätten, da die jungen Mädchen dann für ihre Erziehung nicht mehr in die Obhut von Männern gegeben werden müssten, so dass es keine Gelegenheit zur Unkeuschheit gäbe, auch schütze Bildung vor Fehlern. Da die Briefschreiberin außerdem Predigten oder eine öffentliche Lehrtätigkeit durch Frauen zurückweist, würde auch keine Gefahr von möglichen Irrtümern ausgehen, da geschriebene Abhandlungen der Kontrolle unterliegen und aus dem Verkehr gezogen werden könnten, bevor sie Schaden anrichten. Von männlicher Gelehrsamkeit und dem Hochmut würde weit mehr Gefahr ausgehen, wie sich beispielsweise an den Auswirkungen der Lehren Martin Luthers und anderer Ketzer zeigen ließe.
Die theologische Argumentation verläuft jedoch nicht nur implizit, sondern wird auch offen geführt: Die Sprecherin versucht ebenso wie Sor Filotea einen Konsens zwischen den verschiedenen in der Bibel, der katholischen Kirche und von den Kirchenvätern vertretenen Auffassungen über Frauenbildung zu finden, indem sie vor allem die Anweisungen eines Erziehungsratgebers für Mädchen vom heiligen Hieronymus – dem Schutzheiligen ihres Klosters – mit den immer wieder zitierten Worten Paulus’ Mulieres in Ecclesiis taceant – Frauen sollen in der Kirche schweigen – zu vereinbaren sucht. Angesichts schreibender Frauen deutet sie den Satz jedoch wörtlich: Frauen sollen in der Kirche nicht predigen – schreiben sei jedoch gestattet, denn die Kirche hätte auch nicht verboten, que escriba una Gertrudis, una Teresa, una Brígida, la monja de Ágreda y otras muchas („dass eine Gertrude, eine Theresa, eine Brigida, die Nonne von Agreda und viele andere schreiben“). Ähnlich wird in der Frage der Versform verfahren: Auch hier erwähnt die Sprecherin biblische Vorbilder, die Psalmen, die sakralen Gesänge und nicht zuletzt David als Dichter und folgert, dass es sich deshalb um eine gottgefällige Schreibweise handeln müsse.
Weltliche und geistige Dichtung verweisen dabei lediglich auf unterschiedliche Produktions- und Rezeptionsbedingungen, wobei die sakrale Literatur als deutlich wertvoller verstanden wird. Aus Ehrfurcht vor theologischen Fragestellungen wendet sich die Sprecherin deshalb dem niedrigeren Genre zu, das ihr für ihr Geschlecht und Alter passender erscheint. Zudem sei in diesen asuntos profanos (weltlichen Dingen) nicht das Potential von Irrlehren gegeben, die einzige Gefahr bestände im Gelächter der Zuhörer. Auch hätte sie einige Erbauungsschriften für die Klosterschwestern geschrieben, die jedoch wie der Großteil ihres Werkes nicht für die Öffentlichkeit bestimmt gewesen seien. Diese Ausführungen werden durch eine Bescheidenheitstopik begleitet, die alle literarischen Werke bis auf den Sueño als Auftragsarbeiten definiert: Demás, que yo nunca he escrito cosa alguna por mi voluntad, sino por ruegos y preceptos ajenos; de tal manera, que no me acuerdo haber escrito por mi gusto sino es un papelillo que llaman ‘El Sueño’ ("Ich erinnere mich auch nicht, je etwas zum eigenen Vergnügen verfasst zu haben außer einer kleinen unbedeutenden Schrift namens El Sueño.) Der Verweis auf ihre zweite Schrift über den unstillbaren Wunsch nach Wissen ist in diesem Zusammenhang besonders interessant, da hier ein weiteres Mal die persönlichen Erfahrungen der Sprecherin im Mittelpunkt stehen.

## Ausgaben
Respuesta a Sor Filotea de la Cruz. In: Obras Completas de Sor Juana Inés de la Cruz IV: Comedias, sainetes y prosa. Hrsg. von Alberto G. Salceda, Mexico: Fondo de Cultura Economica 1957.
deutsche Ausgaben:
- Die Antwort an Schwester Philothea. Aus dem Spanischen von Hildegard Heredia. Mit einem Essay von Angelo Morino. verlag neue kritik, Frankfurt am Main 1991.
- Erster Traum. Mit der Antwort an Schwester Philothea de la Cruz. Vorwort von Octavio Paz. Aus dem Spanischen von Fritz Vogelsang. Insel, Frankfurt am Main 1993.

## Sekundärliteratur
- Christopher F. Laferl: Nonne und Gelehrte. In: Birgit Wagner und ders.: Anspruch auf das Wort: Geschlecht, Wissen und Schreiben im 17. Jahrhundert. Sor Juana Celeste und Sor Juana Inés de la Cruz. Facultas, Wien 2002, S. 71–126.
- Stephanie Merrim: Early modern women's writing and Sor Juana Inés de la Cruz. Vanderbilt Univ. Press, Nashville 1999.
- Angelo Morino: Sor Juana de la Cruz oder die Geschichte eines unmöglichen Abenteuers. In: Sor Juana Inés de la Cruz: Die Antwort an Schwester Philothea. verlag neue kritik, Frankfurt am Main 1991, S. 77–135.
- Barbara Schuchard: 'Emanzipation' bei Sor Juana Inés de la Cruz. In: Akten des deutschen Hispanistentages. Schwerpunkt 'Siglo de Oro'. Hrsg. von Hans-Josef Niederehe. Wolfenbüttel 28. Februar – 1. März 1985. Hamburg: Buske 1986 (=Romanistik in Geschichte und Gegenwart; 20), S. 149–166.
- Hans-Otto Dill: El primer Yo latinoamericano es femenino: a los 350 años del nacimiento de Sor Juana Inés de la Cruz. In: Taller de letras, Revista del Instituto de Letras 29/2001, S. 101–113.
- La creatividad femenina y las trampas del poder. María de Zayas, Isabel Correa, Sor Juana Inés de la Cruz. Hrsg. von Monika Bosse, Barbara Potthast und André Stoll. Edition Reichenberger, Kassel 1997.
- Heinrich Merkl: Sor Juana Inés de la Cruz. Ein Bericht zur Forschung 1951–1981. Winter, Heidelberg 1986 (= Studia Romanica; 65).
- Heinrich Merkl: Sor Juana, Pfandl, y la mujer masculina. In: Actas del V Congreso de la Asociación Internacional Siglo de Oro. Münster 1999. Hrsg. von Christoph Strosetzki. Vervuert/Iberoamericana, Frankfurt am Main/Madrid 2001, S. 905–913.
- Octavio Paz: Sor Juana Inés de la Cruz o las trampas de la fe. 3. ed. Seix Barral, Barcelona 1989 (dt.: Sor Juana Ines de la Cruz oder Die Fallstricke des Glaubens. Suhrkamp, 1994).
- Rosa Perelmuter: Los límites de la femineidad en sor Juana Inés de la Cruz. Estrategias retóricas y recepción literaria. Vervuert/Iberoamericana, Frankfurt am Main/Madrid 2004.
- Sor Juana y su mundo. Una mirada actual. Hrsg. von Sara Poot Herrera. Investigación y textos José Rogelio Álvarez. Univ. del Claustro de Sor Juana, Mexiko 1995.